# مسارية (غنوصية)
المسارية أو المستيريا (بالإنجليزية Mysteria) ديانات الأسرار والديانات الغامضة هي عقائد وديانات الأسرار (Mystery) والغموض (Mystere) وكانت، في أغلبها، ديانات خلاص، فضلا عن كونها كانت تضع أحد الآلهة موضوع الاهتمام وتجعله مخلصا.
وكانت هذه الأديان تعتمد فكريا على معتقدات دينية بجعل إله معین محور الخلاص، وكان هذا الإله ينحدر في أغلب الديانات المسارية من الآلهة الزراعية والديانات الزراعية القديمة، وهو يحمل عادة ذكرى الإلهة الأم التي دحرتها التقاليد الذكورية في الدين.
تحمل المسارية الهلنستية ذكرى ديانات الخصب القديمة وتعمل على إعادة إنتاجها وفق الفكرة الخلاصية التي أصبحت هاجس الهلنستية كلها.
الديانات المسارية كلها من أصل شرقي، وقد تبناها الإغريق الهلنستيون وأعادوا إنتاجها وفق ما يمكن أن نسميه بروح العصر زتکشت (Zeitgeist) التي سادت العصر الهلنستي الرومانستي والتي تسلقت إلى بلاد اليونان وروما بمنتهى السرعة والقوة.
كل الأديان المسارية خلاصية وزراعية الأصل ومعاد تركيبها، وهي ديانات أسرار غامضة لها طقوسها ومعتقداتها وآلهتها الخاصة وتميل، نوعا ما، نحو التوحيد بحكم تركيزها على إله أو إلهة معينة أو على کليهما كزوجين متحدين.
إن الأسرار الهلنستية تذكر بتصرفات طقوسية قديمة جدا - موسیقی متوحشة، رقصات هيجانية، أنواع الوشم، امتصاص نباتات للهلوسة - بهدف إجبار قرب الألوهية، لا بل الحصول على التوحد الروحي في أسرار آتیس، وإن الصيام المفروض على التلامذة يتألف أساسا في الامتناع عن الخبز، لأن الإله هو «السنبلة المحصودة خضراء»، وإن الوجبة المسارية الأولى ترد في مجملها لتجربة القيمة القدسية للخبز وللخمر، تجربة قلما تكون مقبولة لدى السكان المدينيين.

## أصناف المسارية
ويمكننا تصنيفها حسب أصولها القديمة كما يلي:
- المسارية الرافدينية : تموز
- المسارية المصرية: إيزيس
- المسارية الفريجية : سیبیل وآتیس
- المسارية الفينيقية : أدونيس
- المسارية الإيرانية : مثرا
- المسارية الإغريقية : ديونسيوس
- المسارية الرومانية : باخوس
- المسارية الليبية : حامون وتانیت
- المسارية النبطية : أترغاتس وحدد[2]

## الطقوس المسارية (المسارة)
طقوس التلقين: كانت طقوس التلقين تجرى في احتفالات دينية سرية تقتصر على المؤمنين بهذا الدين ومن رجال الدين بشكل خاص، حين يراد تلقين المرشح الديني الجديد الذي يجب أن يتلقى التاريخ السري للأسطورة الأساسية للإله.
ورغم أن هذه الأسطورة معروفة للجميع ومنهم المرشح، لكن على هذا المرشح أن يعيشها بنفسه وأن يصل إلى تفسير باطني خاص بها يتم فيها کشف المعنى الحقيقي لتراجيديا الإله - الإلهة.
وكان على المرشح أو المجموعة المرشحة أن تقوم قبل طقس التلقين بإكمال الصيام الخاص بهذا الإله والتضحية التي تجري خلال الطقس مثل ذبح الحيوانات. وكان طقس الموت والبعث ضروريا لاكتمال حكاية أو طقس التلقين، إذ إن المريد أو المرشح يمر بهذا الموت وبنوع من الولادة أو البعث الروحي الجديد الذي هو بمثابة نوع من الخلود، لأنه كان يتضمن التحاما بالجسد الذبيح أو الميت للأضحية (التي ترمز للإله) والانبعاث من دمها أو دخانها أو رائحتها. وخلال الحفلات كان التلميذ الجديد يتأمل أو يمسك بعض الأشياء المقدسة. وكان يصل إليه في الوقت ذاته تفسير رمزيتها، وعلى الأرجح كان يتعلق بتفسير باطني يوضح ويبرر قيمتها الانقاذية، وخلال فترة من مساراته، كان المتلقي يشارك في مأدبة طقوسية. وفي الفترة التي نبحثها، كان لهذه الممارسة التي لا يمكن تذكرها، بصورة خاصة، دلالة أخروية وفي أسرار ميثرا، كان يقدم الخبز والخمر للمتلقي ليعطيان القوة والحكمة في هذه الحياة، والخلود السامي في الآخرة، وبفضل المسارة كان المتلقي يصبح المماثل للآلهة . فالتعظيم لدرجة التأليه وعدم الموت... تلك هي المفاهيم المألوفة في كل ديانات الأسرار. وتسمى طقوس العبور (Initiation) بطقوس التلقين، ولكن قد تلتقي طقوس التلقين مع طقوس العبور، وقد تفترق قليلا في كونها تذهب بعيدا في نقل المرشح من حال إلى حال، وفي طقوس العبور يتم منح المرشح أسرارا خاصة.
يجب أن يمنح السر معلم مؤهل، يسميه الهندوس (غورو) (الطاعن في السن) ويسميه الأورثوذوكس (جيرون Geron) وله المعنى نفسه، والمسلمون يسمونه (الشيخ) ويقوم تجاه التلميذ بدور أب روحي، من حيث إن البداءة أو المسارة ولادة ثانية، يرافق تلميذه في الصعوبات التي تعترضه في تطبيق النهج المرسوم له. أما المعارف النظرية فلكل تنظیم (طريقة) أسلوبه في ما يسمح بتدريسه منها وربما كانت طقوس المسارة، منذ القدم، هي السبب الرئيس في ظواهر دينية مهمة مازالت سائدة حتى يومنا هذا في الأديان التوحيدية بصفة خاصة، مثل الختان الذي يدل على نوع من التضحية الدموية، ويمكن أن يكون قطع الاعضاء الجنسية مصدر فكرة التبتل والرهبنة والامتناع عن الزواج مع أن الغنوصية غذت هذه الفكرة باعتقادها بعدم فائدة النسل والزواج.
أما بالنسبة إلى ختان الكهنة ذاتيا وبعض المؤمنين أثناء ارتعاشاتهم الوجدية، فتؤكد طهارتهم المطلقة، وبعبارة أخرى عطاءهم الشامل للألوهة. إن مثل هذه التجربة هي بصعوبة غير ممكنة التحليل، وبأكثر من غرائز جنسية قل أو كثر عدم الشعور بها، فيجب أن يؤخذ في الحسبان الحنين إلى خنثوية (Androgynie) طقوسية، أو رغبة في مضاعفة احتياط من «قوى مقدسة» برهبانية صارمة أو مشهدية، أو حتى من الإرادة بأن يشعر بنفسه مطروحة خارج... التقليدية للمجتمع باحتذاء ألوهية كلية. وفي آخر المطاف، إن عبادة آتيس وسیبیل جعلت من الممكن إعادة اكتشاف القيم الدينية للجنسية والألم الطبيعي والدم. إن الرعدات (Transes) كانت تحرر المؤمنين من سلطة المعايير والاتفاقات؛ وفي معنى آخر، كانت لاكتشاف الحرية.

## مراحل المسارة
هناك ثلاث مراحل للمسارة هي:
1- المساتير (الأسرار) الصغرى
الأهداف: أهم أهدافها هي التعرف إلى قوانين الصيرورة في الكون وتلمسها والعودة بالمرشح إلى حالة الطفولة لكي يستعد لاستلام الأسرار الكبرى فهي تهيؤه الاستلام المساتير الكبرى الموجودة في مجاله الميتافيزيقي.
المواهب والوسائط : أهم موهبة يجب أن يمتلكها المرشح أو المستلم هو استعداده النفسي وتقبله لما سيكون عليه، وقدرته على التخلي عن المشاغل والأمور الثانوية في حياته.
الطقوس: يتعرض المرشح إلى امتحانات طقسية قاسية كالنار والماء والعصف والقسوة وهي تساعده على اجتياز عوائق الدخول إلى العالم القادم .
2. المساتير (الأسرار) الكبرى
الأهداف: الخروج من العالم المادي والوصول إلى العالم الروحي أو الميتافيزيقي وقد تسمى هذه الغاية بـ(الرؤيا المبهجة، النور العظيم، الهوية العليا).
المواهب والوسائط : الكنز الداخلي (النفسي والروحي) هي أهم هذه المواهب وعلى المرشح أن يعثر على كنزه الروحي والداخلي. وأن ينشط في داخله موهبة الكشف وتلقي الوحي.
الطقوس: وتسمى بطقوس الولادة الثانية، حيث ينزل فيها المرشح إلى العوالم السفلى، ويصعد إلى العوالم العليا، أي إنه يمارس قوتي (المبدأ والميعاد) روحيا (وهو حي)، حيث يتحول إلى شكل من أشكال ما يعرف عموما بـ(الإنسان الكامل) المهيء لدخول عالم الآلهة.
3. مساتير الاندماج أو الالتماس (Adaptation) : وهي طقوس الولادة الثالثة وتسمى بـ(الخروج من الكهف)، حيث يتحرر المرشح من العالم المادي ويحل في عالم الآلهة، حيث يتحد هناك بالإله أو الإلهة.
المواهب والوسائط : تعينه موهبة الكشف والتجريد على الالتحام مع العالم الإلهي، وهذا يعني أنه قد كشف الإله الذي في داخله واحد به نهائية.
الطقوس: كانت الطقوس الباطنية في هذه الدرجة تصل إلى التماهي مع الإله المعني، أو زواج المرشح من الإلهة، وهذا ما نراه في طقوس الإغريق الإليوسية والأورفية ثم في الباخوسية ونجده أيضا في الطقوس الأوزيرية وطقوس آتیس وسیبیل ومیثرا... إلخ، ويسمى هذا الزواج بالزواج المختلط (Hieros gamos) والذي سيمثله رمزيا عضو التذكير المخبوء في مكان سري يظهر في نهاية المسارة.
تميل هذه الطقوس لاتخاذ آلهة فيها ميول بشرية وليست سماوية مطلقة، مثل ديونيسيوس (أمه امرأة ضاجعها زوس) وغيرها لكي يضمن إمكانية التحول لها بسبب التكوين البشري للمرشح أو المريد.
كانت هذه الطقوس تجري في جمعيات يمكن أن نسميها الأخويات (Confreries)، وهي أماكن تلقين الأسرار، وبعكس ما نتصوره عن حفلات القصف والإباحية الديونسيوسية (الباخوسية) يمكننا إدراك البعد الديني والروحي لهذه الأماكن.
ومع ذلك يبقى المركز الجنسي للمسارات هو الأساس ولكنه يأخذ طابعا مقدسا وروحانيا وذات أبعاد دينية.
وقد استخلص فريدريك ماتز (Fredrick Matz) في بحثه حول المشاهد التصويرية متبعا في هذا مثال علماء آخرين، إن العمل المركزي للمسارة كان يتكون في الكشف عن عضو التذكير المخبأ في سلة ليکنون (Liknon)، ومن المرجح أن هذا المشهد الذي اشتهر على نطاق واسع، كان له أهمية طقوسية، غير أن بويانسية (Boyance) قد برهن بشكل ملائم على أن النصوص تذكر الليکنون بأنه ذي علاقة مع كل أنواع المسارات وليس مع مسارة دیونیزیوس وحدها.